# Castillejo de Zumel

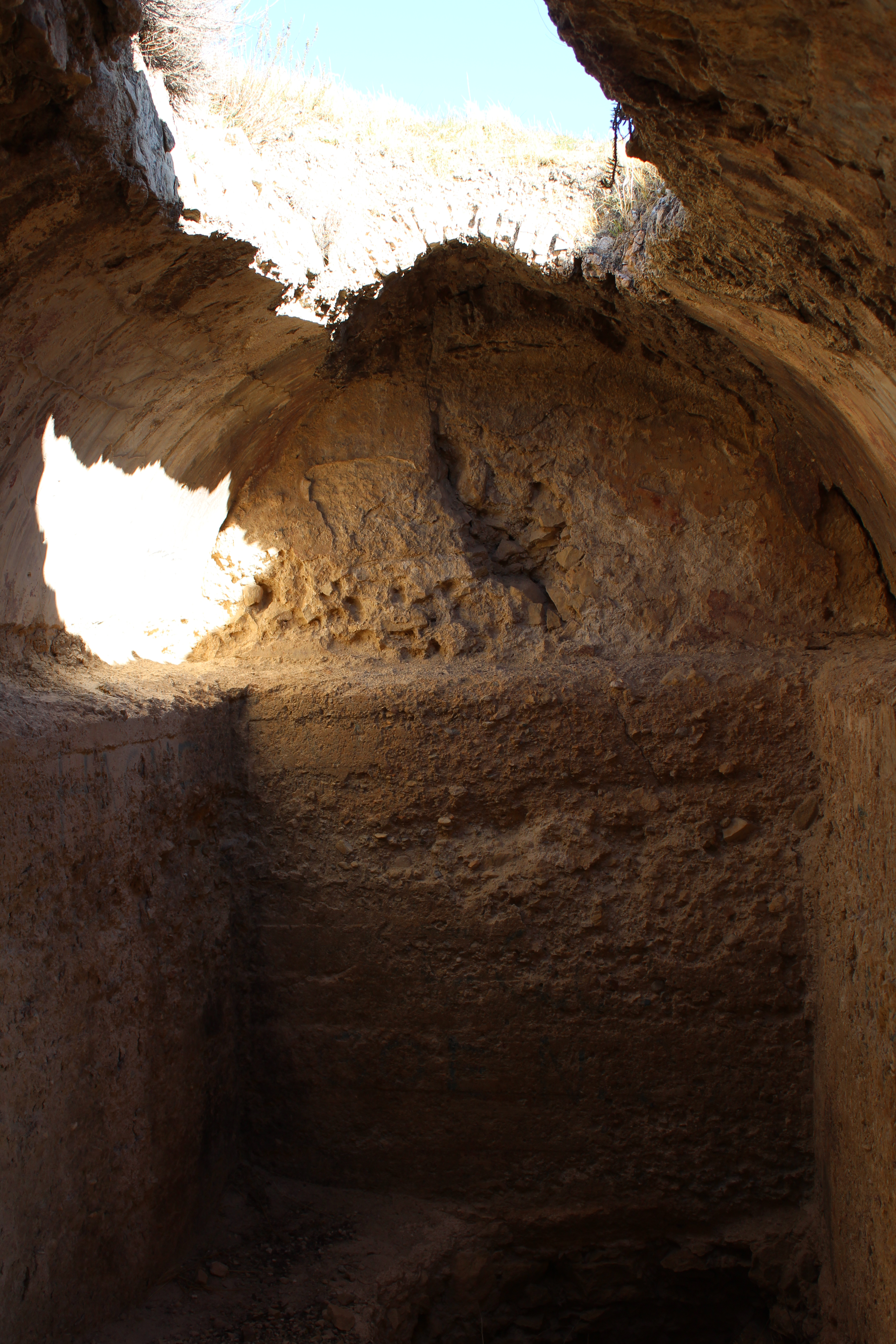
Interior del aljibe que abastecía de agua al Husun-refugio de Zumel, y en cuyo interior habitó el ermitaño Lázaro de San Juan en el siglo XVII

El castillejo de Zumel o Zumbel es un conjunto de ruinas compuesto principalmente de un castillejo y un aljibe, de época almohade con reutilización bajomedieval cristiana, emplazado en un cerro semicónico, de origen cretáceo, situado a 3 km de la ciudad de Jaén (España). Está declarado Bien de Interés Cultural, conforme al decreto de 22 de abril de 1949.

## Descripción
Permanecen visibles un muro de mampuesto, unas ruinas de construcción en tapial, con calicanto similar al de la muralla de Jaén, y un aljibe destinado a suministrar agua a posibles refugiados en la albacara. El aljibe es cuadrangular, con bóveda de cañón, estucado y revestido de almagre rojo. Todo ello, hace pensar a los arqueólogos que se trata de restos de origen almorávide. Los restos se complementan con un camino medieval bastante deteriorado, junto a una casería actualmente existente.
En las cercanías, se encuentran restos de una mina de agua de origen musulmán.

## Toponimia
Algunos autores estiman que el nombre proviene del árabe "al-Sumayl al-Kilábi". Narciso Zafra de la Torre plantea por otro lado la posibilidad de que el topónimo Zumel o Zumbel, muy semejante a Zumabel (o Zumabeltz), paraje en el municipio de Orísoain en Navarra, fuese traído por los pobladores cristianos del norte de España, tras la conquista de este valle por Fernando III, poco antes de la toma de Jaén en 1246, de igual manera a como sucede con otros topónimos cercanos en esta zona de la Sierra Sur de Jaén.

## Historia
La fecha exacta de construcción del conjunto aljibe-castillejo es difícil de determinar. Parece tratarse de un ḥiṣn, un pequeño conjunto fortificado que serviría a la población campesina para refugiarse, normalmente construido por ellos mismos. En el siglo XI ya se encontraba en funcionamiento, según las cerámicas estampilladas de época almohade halladas en el entorno. Sin embargo, no se puede descartar que su fundación sea anterior a este siglo. Posteriormente fue usada por los cristianos, tras la conquista de Jaén, como punto de vigilancia.
La situación del castillo, permitía controlar el camino hacia Granada, tanto en su trazado antiguo (por el valle del río Valdearazo o Quiebrajano) como en el nuevo, por La Guardia.